# جوردي أورتيغا
جوردي أورتيغا (بالإسبانية: Jordi Ortega) (27 يناير 1995 بماتارو في إسبانيا - ) هو لاعب كرة قدم إسباني في مركز الوسط.

## وصلات خارجية
- جوردي أورتيغا على موقع قاعدة بيانات كرة القدم.إي يو (الإنجليزية)
- جوردي أورتيغا على موقع Soccerway.com (الإنجليزية)